# Kurt Cobain
Kurt Donald Cobain (20 tháng 2 năm 1967 – 5 tháng 4 năm 1994) là một ca sĩ, nhạc sĩ người Mỹ, nổi tiếng với vai trò thủ lĩnh, nghệ sĩ guitar và người viết nhạc chính cho ban nhạc rock Nirvana. Bằng phong cách sáng tác đậm bất mãn, ưu phiền và hình tượng chống đối truyền thống, những ca khúc của Cobain đã giúp làm phong phú thêm chủ đề của nhạc rock thịnh hành. Anh được mệnh danh là "người phát ngôn" của Thế hệ X và được xem là một trong những nhạc sĩ có ảnh hưởng nhất lịch sử alternative rock.
Sinh tại Aberdeen, Washington, Cobain thành lập ban nhạc Nirvana cùng Krist Novoselic và Aaron Burckhard vào năm 1987, trong cộng đồng nhạc Seattle. Sau khi ký hợp đồng với hãng đĩa lớn DGC Records, Nirvana gặt hái thành công trên toàn cầu với ca khúc "Smells Like Teen Spirit" thuộc album thứ hai được giới phê bình đánh giá cao là Nevermind (1991), và trở thành tiên phong cho dòng nhạc grunge. Nhạc của Nirvana nhanh chóng tràn ngập radio và những kênh âm nhạc của Mỹ đầu thập niên 1990. Tuy được tôn vinh là tiếng nói của thế hệ, Cobain lại không bằng lòng vì cho rằng thông điệp và quan điểm nghệ thuật của anh đã bị công chúng hiểu lầm. Tính thương mại hóa của âm nhạc cũng khiến Cobain cảm thấy mệt mỏi và chán chường. Không chỉ anh, các thành viên còn lại của Nirvana đều thích biểu diễn ở những câu lạc bộ nhỏ, nơi họ cảm thấy âm nhạc của mình gần gũi với cuộc sống hơn. Ngoài "Smells Like Teen Spirit", Cobain cũng sáng tác nhiều ca khúc nổi bật khác như "About a Girl", "In Bloom", "Come as You Are", "Lithium", "Polly", "Something in the Way", "All Apologies" và "Heart-Shaped Box", v.v.
Vào những năm cuối đời, Cobain nghiện heroin và chịu giày vò từ những bệnh kinh niên khác như trầm cảm. Anh cũng chịu nhiều áp lực đời tư và công việc do danh vọng, và có cuộc sống gia đình không phải lúc nào cũng yên ấm cùng nhạc sĩ Courtney Love. Ngày 8 tháng 4 năm 1994, xác của anh được tìm thấy tại nhà riêng ở Seattle, khi anh 27 tuổi. Cảnh sát kết luận anh qua đời ngày 5 tháng 4 do tự tử bằng súng.
Sau khi mất, Cobain được vinh danh tại Đại sảnh Danh vọng Rock and Roll cùng hai thành viên khác của Nirvana, Krist Novoselic và Dave Grohl, trong năm đầu tiên họ đủ điều kiện đề cử là 2014. Cobain có tên trong danh sách 100 Nhà Sáng tác Ca khúc Vĩ đại nhất mọi Thời đại, 100 Nghệ sĩ Guitar Vĩ đại nhất và 100 Ca sĩ Vĩ đại nhất mọi Thời đại của tạp chí Rolling Stone. Anh được MTV xếp hạng 7 trong danh sách "22 Giọng ca Vĩ đại nhất của Nền Âm nhạc". Năm 2006, anh được tạp chí Hit Parader xếp thứ 20 trong danh sách "100 Ca sĩ Metal Vĩ đại nhất mọi Thời đại".

## Tiểu sử và sự nghiệp

### 1967–1985: Thời niên thiếu

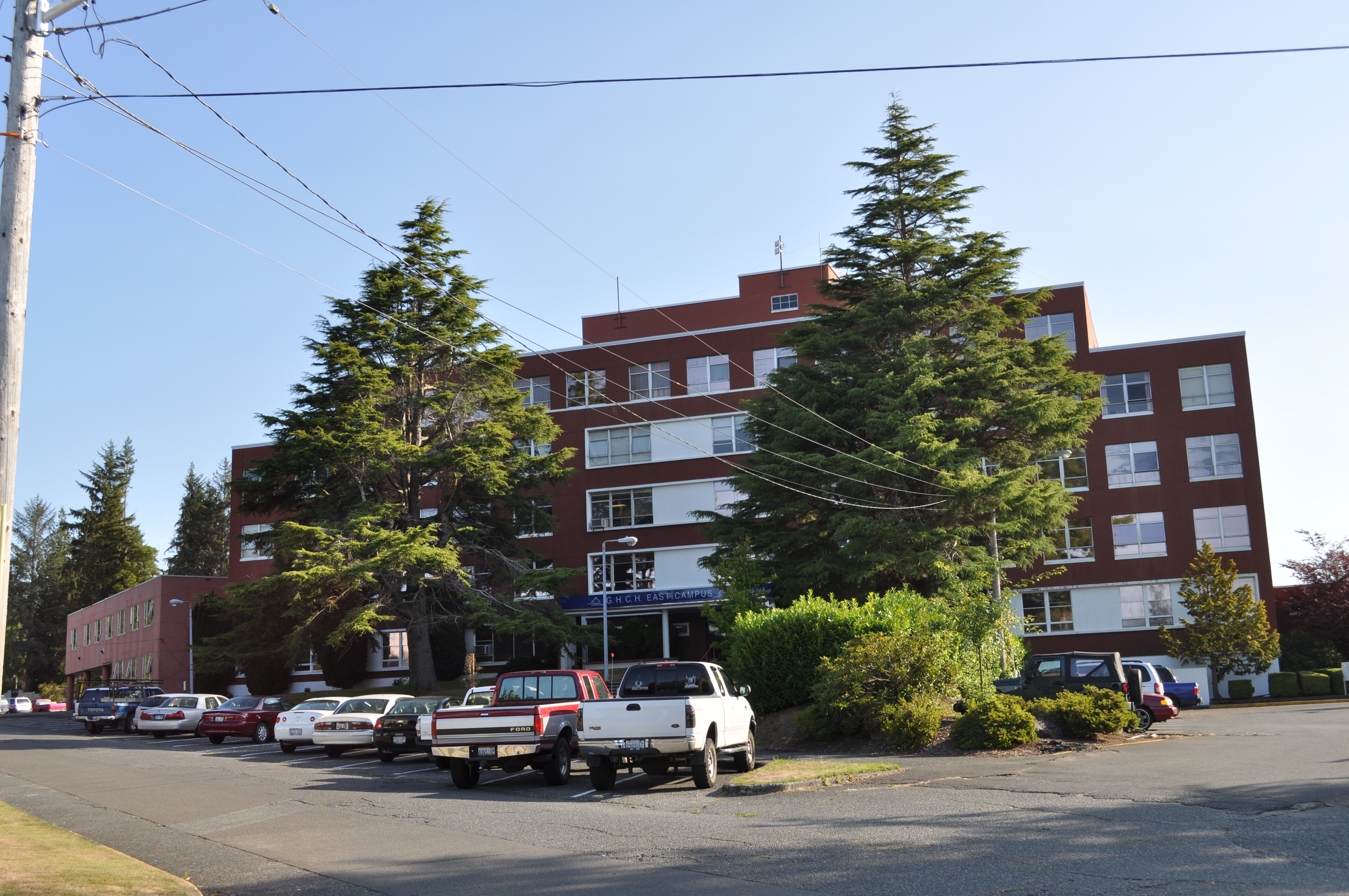
Bệnh viện Grays Harbor tại Aberdeen, nơi sinh của Cobain

Kurt Donald Cobain sinh ngày 20 tháng 2 năm 1967 tại Bệnh viện Grays Harbor, Aberdeen, Washington. Trong sáu tháng đầu đời, anh sống tại Hoquiam, Washington, sau đó cùng gia đình chuyển tới Aberdeen.:13 Cha anh, ông Donald Leland Cobain (sinh năm 1946), là thợ cơ khí ô tô, còn mẹ, bà Wendy Elizabeth (nhũ danh Fradenburg, sinh năm 1948), là một bồi bàn. Cha mẹ anh kết hôn ngày 31 tháng 7 năm 1965 tại Coeur d'Alene, Idaho. Anh mang trong mình dòng máu Hà Lan, Anh, Pháp, Đức, Ireland và Scotland.:13:7 Anh có một người em gái tên Kimberly, sinh ngày 24 tháng 4 năm 1970.
Cobain xuất thân từ một gia đình yêu âm nhạc. Bác anh, Chuck Fradenburg, từng chơi trong một ban nhạc tên The Beachcombers; dì anh, Mari Earle,:8 chơi guitar và biểu diễn khắp Quận Grays Harbor cùng nhiều ban nhạc; và bác của mẹ anh, Delbert Fradenburg, là ca sĩ và từng góp mặt trong bộ phim King of Jazz ra mắt năm 1930.:13:9 Thời bé, Cobain được miêu tả là một cậu bé vui tươi, dễ phấn khích, nhưng cũng rất nhạy cảm và cẩn thận. Cậu bé Cobain sớm bộc lộ năng khiếu nghệ thuật, thường vẽ những nhân vật mình yêu thích như sinh vật trong bộ phim Creature from the Black Lagoon (1954) hay Vịt Donald.:11 Niềm ham thích nghệ thuật này được Iris Cobain, bà nội anh và là một họa sĩ chuyên nghiệp, khuyến khích.
Từ nhỏ, Cobain đã bắt đầu bộc lộ năng khiếu âm nhạc. Theo dì Mari, "Cậu ấy hát từ khi lên hai, thường hát những bài của The Beatles như 'Hey Jude'. Bạn chỉ cần nói, 'Kurt, hát bài này đi!' là cậu ấy sẽ hát. Cậu ấy bộc lộ sức hút của mình từ khi còn rất nhỏ.":9 Lên bốn, anh bắt đầu vừa đàn piano vừa hát, còn viết bài hát về một chuyến đi chơi ở công viên. Anh nghe một số nghệ sĩ như Ramones và Electric Light Orchestra (ELO), thường hát những bài như "Motorcycle Song" của Arlo Guthrie, "Seasons in the Sun" của Terry Jacks, và bài hát chủ đề cho chương trình truyền hình của ban nhạc The Monkees.:9
Cha mẹ Cobain ly dị khi anh mới tám tuổi,:17 và điều này đã tạo nên một vết thương không lành trong lòng anh. Mẹ anh cũng nhận thấy con trai sống thu mình lại.:17 Trong một cuộc phỏng vấn năm 1993, Cobain thổ lộ:
Tôi vẫn nhớ cảm giác xấu hổ, vì lý do nào đó. Tôi xấu hổ vì cha mẹ mình. Tôi không dám đối diện với các bạn cùng trường nữa, vì tôi tha thiết muốn có một gia đình điển hình, [...] bình thường, có cả bố lẫn mẹ. Tôi muốn cảm giác được che chở ấy, bởi vậy tôi đã oán giận cha mẹ hàng năm trời.

Sau một năm sống cùng mẹ, Cobain chuyển tới Montesano, Washington để sống với cha.:18 Sau khi ly hôn, cha mẹ anh đều có người tình mới. Tuy đã hứa sẽ không tái hôn, về sau cha anh lại cưới bà Jenny Westeby, khiến anh rất bất mãn.:24 Cobain, cha anh, Westeby và hai người con của bà là Mindy và James dọn đến nhà mới cùng nhau. Ban đầu, Cobain thích Westeby vì bà cho anh điều anh khao khát là sự ân cần của người mẹ.:25 Tháng 1 năm 1979, Westeby sinh một bé trai là Chad Cobain.:24 Cobain nhất định không coi đây là một gia đình thực sự, bởi nó khác hoàn toàn so với thời anh là con trai độc nhất và quen được quan tâm săn sóc. Anh chóng tỏ ra bất mãn với mẹ kế.:24–25 Mẹ ruột Cobain thì bắt đầu cặp kè với một kẻ hung bạo. Cobain chứng kiến bà bị ông ta ngược đãi, có lần còn phải nhập viện vì gãy tay.:25–26 Bà Wendy cương quyết không kiện ông ta và vẫn hết lòng vì mối quan hệ này.:26
Cobain hành xử xấc láo với người lớn trong giai đoạn niên thiếu, còn bắt nạt một bạn nam cùng trường. Thói cư xử này buộc cha anh và Westeby dẫn anh tới gặp một nhà trị liệu. Người này kết luận môi trường một gia đình sẽ có lợi cho anh hơn.:26 Đôi bên nội ngoại cố hàn gắn cha mẹ anh nhưng đều thất bại. Ngày 28 tháng 6 năm 1979, mẹ Cobain giao toàn quyền giám hộ cho cha anh.:27 Cậu thiếu niên ngỗ nghịch Cobain chóng trở thành gánh nặng cho cha. Cuối cùng, ông giao lại anh cho gia đình và bạn bè chăm sóc. Anh đã từng bỏ nhà đi, sống lang thang hay ở nhờ nhà bạn. Khi sống cùng gia đình người bạn Jesse Reed – một gia đình Cơ Đốc nhân đã tái sinh – Cobain trở thành tín đồ Cơ Đốc giáo. Anh cũng thường xuyên đọc Kinh Thánh và tới nhà thờ. Nhưng sau đó, Cobain đã chối bỏ giáo lý Cơ Đốc bởi thấy những điều các tín đồ nói là cường điệu và trống rỗng. Anh từng đề cập đến vấn đề này trong ca khúc "Lithium". Tuy nhiên, tôn giáo vẫn giữ vị trí rất quan trọng trong đời tư và niềm tin của Cobain.:22:196:69

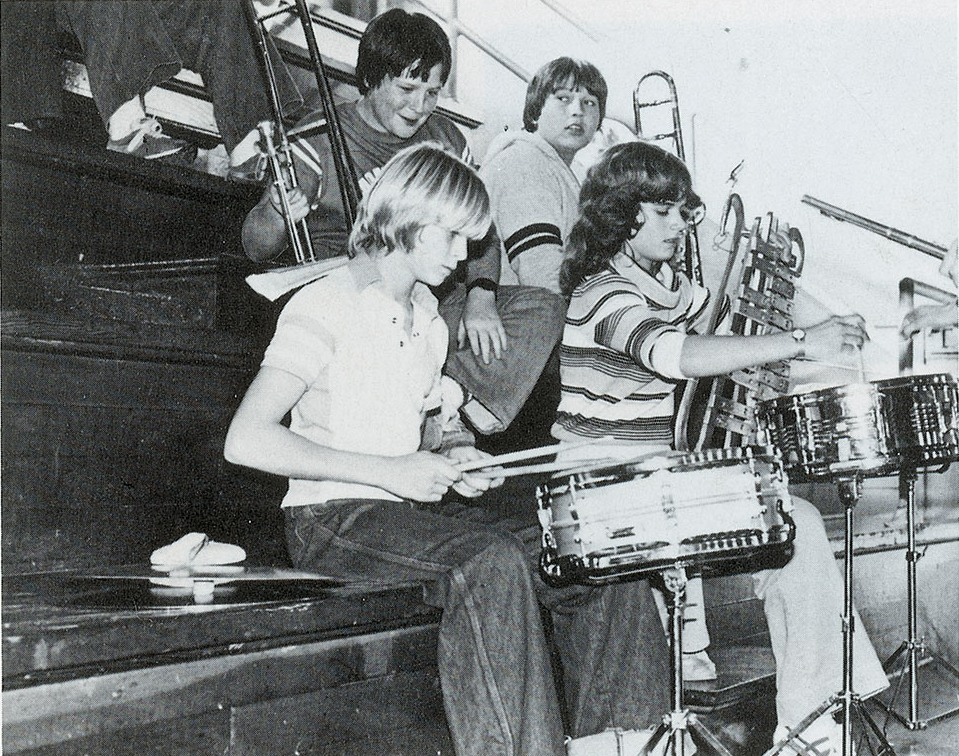
Cobain chơi trống tại một buổi tập trung ở Trường Trung học Montesano

Ở trường, Cobain ít khi tham gia vào các hoạt động thể thao, chỉ tham gia đội đấu vật do người cha khăng khăng muốn vậy. Anh trở nên giỏi giang ở bộ môn này, nhưng lại coi thường trải nghiệm của mình. Do bị huấn luyện viên và đồng đội chế nhạo, anh cố tình thi đấu thua để làm cha tức giận. Sau đó, ông Donald ghi tên con mình vào đội bóng chày thuộc Little League Baseball, nhưng Cobain đã cố tình đánh trượt ba lần liên tiếp (strike-out) để khỏi phải thi đấu.:20–25 Thay vào đó, Cobain tập trung vào một khóa học nghệ thuật. Anh thường xuyên vẽ trong lớp và vẽ cả những chủ đề như giải phẫu người. Khi được giao vẽ một bức tranh biếm họa, Cobain đã vẽ Michael Jackson, nhưng giáo viên nói bức tranh này không phù hợp để trưng bày ở trường. Cobain bèn vẽ một bức phác họa tổng thống Ronald Reagan và bị đánh giá là "không đẹp mắt.":41
Cobain có một người bạn đồng tính học cùng trường, nên những người nghi anh cũng đồng tính đã bắt nạt anh.:33 Trong một bài phỏng vấn, anh thừa nhận thích được xem là đồng tính vì anh không thích người khác, và nếu tưởng anh đồng tính thì họ sẽ để anh yên.:40 Anh nói, "Tôi bắt đầu tự hào vì mình đồng tính, dù tôi chẳng đồng tính.":33 Khi người bạn kia muốn hôn anh, anh né đi và giải thích mình không đồng tính, nhưng cả hai vẫn tiếp tục làm bạn. Trong cuộc phỏng vấn của The Advocate năm 1993, Cobain tự nhận mình "đồng tính trong tâm hồn và có lẽ là song tính.":40 Anh cũng không giấu mình thường sơn dòng chữ "Chúa đồng tính" lên những chiếc xe tải ở Aberdeen. Ghi chép của cảnh sát ở Aberdeen lại chỉ ra rằng Cobain bị bắt giam vì sơn dòng chữ "ain't got no how watchamacallit" (chả có cái gì quên tên mất rồi).:68 Trong nhật ký riêng, anh viết, "Tôi không phải dân đồng tính, mặc dù tôi ước gì mình được như vậy để chọc tức những kẻ kỳ thị đồng tính."
Theo vài người bạn cùng lớp và người thân, buổi hòa nhạc đầu tiên Cobain tham dự là của hai ban nhạc Sammy Hagar và Quarterflash, tổ chức tại Seattle Center Coliseum năm 1983.:44 Song Cobain nói buổi hòa nhạc đầu tiên anh tham dự là của Melvins. Anh đã viết rất nhiều về trải nghiệm này trong nhật ký.:45 Như bao thanh niên sống ở Montesano, về sau, Cobain thường lui tới cộng đồng punk đang phát triển mạnh mẽ tại Tây Bắc Thái Bình Dương và những chương trình punk rock ở Seattle. Dần dần, Cobain thường xuyên lang thang quanh khu luyện tập của Melvins.
Vào giữa năm lớp 10, Cobain chuyển về sống với mẹ ở Aberdeen. Hai tuần trước khi tốt nghiệp, anh bỏ học sau khi nhận ra mình không đủ tín chỉ để tốt nghiệp. Bà Wendy cho anh hai lựa chọn: kiếm việc làm hoặc rời khỏi nhà. Khoảng một tuần sau, Cobain thấy quần áo và đồ đạc của mình bị đóng hết vào thùng.:35 Cảm thấy bị chính mẹ ruột xua đuổi, Cobain thường ở nhờ nhà bạn, thỉnh thoảng lại trốn trong tầng hầm nhà mẹ.:37 Sau này, Cobain có giãi bày rằng khi không tìm được đâu để ở nữa, anh đã lang thang dưới gầm cầu sông Wishkah.:37 Quãng thời gian đó đã tạo cảm hứng cho anh viết ca khúc "Something in the Way". Tuy vậy, Krist Novoselic thì nói, "Cậu ta đã lang thang ở đấy, nhưng bạn không thể sống ở một bờ sông bùn lầy, với thủy triều lên xuống mỗi ngày. [Câu chuyện đó] chỉ là phiên bản xét lại của cậu ta thôi."
Vào cuối năm 1986, Cobain lần đầu tiên tự tìm được chỗ ở và trả tiền phòng bằng cách làm việc cho một khu nghỉ mát phong cách Polynesia nằm ven biển Thái Bình Dương, tại thành phố Ocean Shores, Washington, cách Aberdeen 20 dặm (32 km) về phía bắc.:43 Trong khoảng thời gian này, anh thường xuyên tới Olympia, Washington để xem biểu diễn rock.:46 Nhờ những chuyến đi này, Cobain đã gặp gỡ và yêu Tracy Marander.:88–93 Cả hai rất gần gũi, nhưng mối quan hệ này thường chịu áp lực vì khó khăn tài chính và Cobain luôn vắng nhà khi phải lưu diễn. Để có tiền cho cả hai trang trải, Marander làm việc tại nhà ăn Sân bay quốc tế Seattle-Tacoma và thường lấy trộm thức ăn. Thời còn ở bên Marander, Cobain dành phần lớn thời gian ngủ đến chiều muộn, xem TV và tập trung làm các sản phẩm nghệ thuật. Những trận cãi vã nảy sinh khi cô khăng khăng bắt anh tìm việc làm đã thôi thúc anh sáng tác ca khúc "About a Girl", được phát hành trong album Bleach của Nirvana. Marander được ghi công chụp ảnh bìa album. Nhiều năm sau khi anh mất, cô mới biết "About a Girl" được viết về mình.:116–117:122:134–136:143:153
Sau khi chia tay Marander, Cobain qua lại với Tobi Vail. Vail từng xuất bản Jigsaw (một tờ tạp chí punk tự làm), là thành viên ban nhạc Bikini Kill và là một nhân vật có ảnh hưởng lớn trong phong trào nữ quyền riot grrl thời đó. Sau khi gặp Vail, Cobain nôn mửa vì bị cảm giác lo lắng do si mê cô làm choáng ngợp. Sự kiện này đã truyền cảm hứng cho anh viết những ca từ "Love you so much it makes me sick" (Yêu em nhiều đến mức phát bệnh) trong ca khúc "Aneurysm".:152 Tuy Cobain xem cô là phiên bản nữ của mình, tình cảm giữa họ lại dần nguội lạnh vì anh mong muốn ở cô sự thân tình của người mẹ trong một mối quan hệ truyền thống, nhưng điều đó bị Vail coi là phân biệt giới tính trong một cộng đồng punk rock vốn theo văn hóa phản kháng. Bạn Vail, Alice Wheeler, còn ví von người yêu của cô chỉ như "phụ kiện thời trang.":153 Khi còn là một cặp, Cobain và Vail dành phần lớn thời gian trò chuyện về chính trị và triết học. Năm 1990, họ hợp tác trong một dự án âm nhạc tên Bathtub Is Real, trong đó cả hai cùng hát, chơi guitar và trống. Họ thu âm bài hát bằng chiếc máy ghi bốn rãnh của cha Vail. Quyển sách Nirvana: The Biography (2009) của Everett True trích lời Vail:
[Cobain] chơi những ca khúc anh viết, tôi chơi những ca khúc tôi viết và chúng tôi ghi âm bằng chiếc máy bốn rãnh của cha tôi. Thỉnh thoảng tôi sẽ hát những bài anh viết và đệm trống. [...] Anh rất thích việc tôi sáng tạo và mê âm nhạc. Tôi nghĩ anh chưa từng chơi nhạc với con gái bao giờ. Chơi nhạc với anh cực kỳ vui và gây cảm hứng.:187

Bạn Cobain, nhạc sĩ Slim Moon, miêu tả nhạc của họ "giống những ca khúc pop tối giản của Olympia. Cả hai đều hát, nghe hay tuyệt." Vail cũng là người truyền cảm hứng cho Cobain viết nhiều ca khúc trong album Nevermind.:163–164 Có một lần, khi anh nói chuyện về chủ nghĩa vô chính phủ và nhạc punk rock với Kathleen Hanna, một thành viên khác của Bikini Kill, cô đã vạch lên tường dòng chữ "Kurt Smells Like Teen Spirit" để trêu anh có mùi như Teen Spirit, một nhãn hiệu chất khử mùi mà Vail sử dụng. Nhưng anh lại không biết nhãn hiệu đó và tưởng nó là một câu khẩu hiệu mang ý nghĩa chống đối truyền thống. Đây chính là khởi nguồn của tiêu đề ca khúc "Smells Like Teen Spirit".

### 1985–1987: Những dự án âm nhạc đầu tiên
Vào sinh nhật lần thứ 14, bác Cobain, Chuck Fradenburg, hỏi anh muốn quà là một chiếc guitar hay một chiếc xe đạp. Cobain đã chọn guitar. Anh bắt đầu học chơi vài bản nhạc như "Louie Louie", "Another One Bites the Dust" của Queen, "Back in Black" của AC/DC và "My Best Friend's Girl" của The Cars trước khi chuyển sang tự sáng tác nhạc. Cobain chơi guitar bằng tay trái, nhưng anh bị bắt viết bằng tay phải.:22
Đầu năm 1985, Cobain thành lập ban nhạc Fecal Matter sau khi bỏ học cấp ba. Nó vốn là một "ban nhạc giỡn," khởi nguồn từ một nhóm bạn hay giao du với Melvins, trong đó Cobain hát và chơi guitar, tay trống của Melvins Dale Crover chơi bass và Greg Hokanson chơi trống.:38 Họ dành nhiều tháng luyện tập những ca khúc tự sáng tác và ca khúc của Ramones, Led Zeppelin và Jimi Hendrix. Fecal Matter giải tán năm 1986, khi Melvins thu âm EP đầu tay là Six Songs.
Ở trường cấp ba, Cobain gần như không tìm được ai có thể cùng chơi nhạc với anh. Trong khi lang thang quanh khu luyện tập của Melvins, anh gặp Krist Novoselic, một tín đồ punk rock. Mẹ của Novoselic có một tiệm làm tóc, và Cobain cùng Novoselic có thời kỳ đã luyện tập ở tầng trên của tiệm. Vài năm sau, Cobain cố gắng thuyết phục Novoselic thành lập ban nhạc với mình. Anh đã đưa cho Novoselic bản thu âm của anh với ban nhạc Fecal Matter.

### 1987–1994: Nirvana
Sau vài tháng lưỡng lự, Novoselic cuối cùng cũng đồng ý tham gia với Cobain, tạo ra nền móng của Nirvana.:45 Tôn giáo vẫn là một nguồn cảm hứng quan trọng của Cobain trong thời kỳ này, vì anh thường sử dụng hình tượng của Cơ Đốc trong những bài hát. Anh cũng nảy sinh hứng thú với triết lý Phật giáo và Kỳ Na giáo. Cái tên "Nirvana" xuất phát từ Niết-bàn của Phật giáo, được Cobain cắt nghĩa là "sự tự do khỏi đau đớn, khổ sở và thế giới bên ngoài." Khái niệm này được anh liên hệ với tinh thần của punk rock.
Mới đầu khi lưu diễn, Cobain thất vọng vì ban nhạc không thu hút được nhiều khán giả và phải vất vả sống qua ngày. Trong những năm đầu chơi nhạc cùng nhau, Novoselic và Cobain cùng nhau đi tìm một tay chơi trống. Cuối cùng, ban nhạc ký kết với Chad Channing. Họ đã cùng nhau thu âm album Bleach, phát hành trên Sub Pop Records năm 1989. Tuy nhiên, Cobain cảm thấy không vừa ý với phong cách của Channing. Bởi vậy, vị thủ lĩnh đã tìm người thay thế. Cuối cùng, người được chọn là Dave Grohl. Cùng với Grohl, ban nhạc đã giành được thành công rực rỡ vào năm 1991 bằng việc phát hành album Nevermind. Với ca khúc chính của Nevermind là "Smells Like Teen Spirit", Nirvana nhanh chóng trở nên thịnh hành và phổ biến một tiểu thể loại của alternative rock là "grunge". Từ khi thành lập, Nirvana đã bán được 28 triệu album tại Mỹ và hơn 75 triệu album trên toàn cầu. Thành công của Nevermind giúp nhiều ban nhạc Seattle như Alice in Chains, Pearl Jam và Soundgarden được đông đảo người biết đến hơn. Nhờ đó, alternative rock trở thành thể loại thống trị radio và truyền hình âm nhạc Mỹ từ đầu đến giữa thập niên 1990. Nirvana được xem là "ban nhạc kỳ hạm của Thế hệ X," và Cobain miễn cưỡng chấp nhận được truyền thông mệnh danh là "người phát ngôn của thế hệ." Tuy nhiên, anh thấy bất mãn vì nghĩ thông điệp và quan điểm nghệ thuật của mình bị công chúng hiểu lầm.
Cobain phải đấu tranh để dung hòa giữa thành công rực rỡ của Nirvana với quan điểm và xuất thân từ dòng nhạc ngầm của anh. Anh cảm thấy bị giới truyền thông đối xử bất công và so sánh bản thân với Frances Farmer.:271 Anh đã phải nén giận trước những người tự nhận là hâm mộ Nirvana, nhưng lại không hiểu hoặc có cái nhìn sai lệch về quan điểm xã hội và chính trị của ban nhạc.
Giọng ca phản đối kịch liệt nạn bất bình đẳng giới, phân biệt chủng tộc và kỳ thị người đồng tính. Anh còn tự hào tuyên bố Nirvana đã từng biểu diễn vì quyền của người đồng tính, ủng hộ chiến dịch No-on-Nine tại Oregon vào năm 1992. Buổi biểu diễn này phản đối dự luật Ballot Measure 9, mà nếu được thông qua thì các trường học sẽ phải dạy đồng tính luyến ái là "dị thường, sai lệch, trái tự nhiên và đồi bại." Cobain đã cất tiếng ủng hộ phong trào pro-choice và từng tham gia chương trình Rock for Choice do ban nhạc L7 khởi xướng. Vì hành động này, Cobain đã bị một số nhà hoạt động theo chiến dịch pro-life đe đọa giết chết. Một người còn dọa sẽ bắn Cobain ngay khi anh bước lên sân khấu.:253

## Đời tư

### Hôn nhân
Cobain đã biết đến Courtney Love từ khi cô đóng trong bộ phim Straight to Hell (1987),:178 nhưng ngày tháng họ gặp nhau lần đầu tiên không được thống nhất. Theo tiểu sử năm 2001 về Nirvana của Charles R. Cross, cặp đôi gặp nhau lần đầu tại một buổi biểu diễn ở câu lạc bộ đêm Satyricon, Portland, Oregon, vào ngày 12 tháng 1 năm 1990.:179 Theo tiểu sử năm 1993 của Michael Azerrad, họ cũng gặp nhau tại Satyricon nhưng vào năm 1989, khi Nirvana chơi mở màn cho một buổi diễn của ban nhạc Dharma Bums.:169 Cặp đôi đã nói chuyện qua loa với nhau sau buổi diễn. Love lập tức phải lòng Cobain và về sau, khi nghe Grohl nói Cobain cũng có tình cảm với mình, cô bắt đầu theo đuổi anh.:169, 171 Tuy nhiên, Cobain lại lảng tránh. Khi mới biết nhau, anh thường bỏ hẹn và phớt lờ khi Love theo đuổi vì không chắc là mình muốn có một mối quan hệ. Anh nói, "Tôi từng xác định sẽ sống độc thân thêm vài tháng nữa. [...] Nhưng tôi biết ngay mình rất thích Courtney, nên phải tránh mặt cô ấy nhiều tháng như vậy quả là rất khó.":172–173 Đến cuối năm 1991, cặp đôi thường ở bên nhau và trở nên thân thiết nhờ chất gây nghiện.:172 Everett True, người quen của Cobain và Love, lại phản bác các tiểu sử này trong cuốn sách ra mắt năm 2006 của ông.:253–254 Theo True, chính ông đã giới thiệu cả hai với nhau vào tháng 5 năm 1991, tại buổi biểu diễn của L7 và Butthole Surfers ở Los Angeles.
Trong khoảng thời gian Nirvana trình diễn tại Saturday Night Live năm 1992, Love phát hiện mình có thai với Cobain. Một vài ngày sau khi kết thúc tour diễn Vành đai Thái Bình Dương, vào thứ Hai, ngày 24 tháng 2 năm 1992, Cobain và Love đã tổ chức lễ cưới tại bãi biển Waikiki, Hawaii. Love mặc bộ váy bằng sa tanh và ren từng thuộc về Frances Farmer, trong khi Cobain đeo một chiếc túi Guatemala và mặc nguyên một bộ đồ ngủ màu xanh lá cây vì "lười quá không muốn thay tuxedo." Tám người đã tham dự buổi lễ, trong đó có Grohl.
Cobain trả lời tạp chí Sassy trong buổi phỏng vấn năm 1992:
Tôi đã kết hôn và quan điểm của tôi đã thay đổi rất nhiều, và tôi không thể tin mình đã hạnh phúc hơn thế nào, và nghĩ về sự nghiệp ít hơn làm sao. Có lúc, tôi thậm chí còn quên mình đang chơi cho một ban nhạc. Tôi mờ mắt vì tình yêu! Tôi biết nghe có vẻ ngớ ngẩn, nhưng đó là sự thật. Tôi có thể từ bỏ ban nhạc ngay bây giờ. Điều đó không quan trọng. Nhưng tôi vẫn còn hợp đồng.

Trong buổi phỏng vấn với tờ The Guardian, Love tiết lộ nhiều người đã phản đối cuộc hôn nhân này:
Kim Gordon [thành viên ban nhạc Sonic Youth] bảo tôi ngồi xuống và nói, "Nếu em cưới cậu ta thì đời em sẽ chẳng đi đâu đến đâu, nó sẽ bị hủy hoại." Nhưng tôi bảo, "Mặc kệ! Em yêu anh ấy và em muốn ở bên anh ấy!" [...] Đó không phải lỗi của anh ấy. Anh ấy không cố tình làm thế.

Vào ngày 18 tháng 8 năm 1992, con gái họ là Frances Bean Cobain ra đời. Ảnh siêu âm của Frances đã được dùng làm hình minh họa cho đĩa đơn "Lithium" của Nirvana.
Một bài báo của tạp chí Vanity Fair năm 1992 viết rằng Love thừa nhận cô đã sử dụng heroin mà không biết mình mang thai. Love lên tiếng rằng tờ Vanity Fair đã trích dẫn sai ý cô.:266 Nhưng sự kiện trên đã làm dấy lên tranh cãi về cặp đôi trên các phương tiện truyền thông. Tuy chuyện tình giữa Cobain và Love luôn là đề tài thu hút giới truyền thông, họ vẫn bị phóng viên các tờ báo lá cải săn đuổi sau khi bài báo nọ được xuất bản. Nhiều người còn muốn biết Frances có bị nghiện từ khi sinh không. Sở Dịch vụ Trẻ em của Quận Los Angeles đã kiện gia đình Cobain ra tòa, tuyên bố vì sử dụng thuốc phiện nên họ không đủ tư cách làm cha mẹ.:270
Theo quyết định của tòa, mới hai tuần tuổi, Frances Bean Cobain đã phải sang sống tại nhà người em gái của Courtney là Jaimee (có nguồn viết là Jamie) vài tuần. Sau đó cặp đôi đã giành lại quyền nuôi con, với điều kiện là phải tiến hành xét nghiệm nước tiểu, và một nhân viên xã hội sẽ đến kiểm tra định kỳ. Sau vài tháng rắc rối, cuối cùng, hai vợ chồng đã hoàn toàn được trả lại quyền nuôi con gái. Về sau, Love chia sẻ cô đã ngưng sử dụng heroin khi biết mình mang thai.

### Thiên hướng tình dục
Tháng 10 năm 1992, khi tạp chí Monk hỏi anh có đồng tính hay không, Cobain trả lời, "Nếu không bị Courtney thu hút thì tôi sẽ là song tính." Trong cuộc phỏng vấn của The Advocate năm 1993, Cobain tự nhận mình "đồng tính trong tâm hồn và có lẽ là song tính," và "nếu không tìm được Courtney thì có lẽ tôi đã tiếp tục lối sống song tính.":40 Anh miêu tả thời bé mình "nữ tính," hay mặc váy và những trang phục nữ tính khác. Anh từng viết bậy những cụm từ như "Chúa đồng tính",:40 "Chúa Giê-su đồng tính", "Quan hệ đồng tính thống trị" và "Mọi người đều đồng tính" lên xe người khác và một ngân hàng,:36 thậm chí dùng trong ca khúc của mình. Cobain công khai ủng hộ quyền LGBT, từng tới Oregon tham gia một buổi diễn phản đối dự luật trên lá phiếu Ballot Measure 9 năm 1992, và ủng hộ những ban nhạc địa phương có thành viên thuộc giới LGBT. Anh cho biết mình thấy "khác biệt" từ khi lên bảy và thường xuyên bị bắt nạt trong trường do có bạn đồng tính. Anh từng được hai tờ tạp chí đồng tính là OUT và The Advocate phỏng vấn. Trong bìa album Incesticide còn có dòng ghi chú:
Nếu bất kỳ ai trong số các bạn, bằng cách này hay cách khác, kỳ thị người đồng tính, người da màu hoặc phụ nữ thì vui lòng giúp chúng tôi một việc – hãy để chúng tôi yên! Đừng tới chương trình biểu diễn và đừng mua đĩa của chúng tôi nữa.

Trong bìa album tiếp theo là In Utero cũng có dòng ghi chú tương tự:
Nếu bạn có thành kiến giới tính, phân biệt chủng tộc, kỳ thị đồng tính hay về căn bản là một tên khốn, thì đừng mua đĩa CD này. Tôi chả quan tâm nếu bạn thích tôi, tôi ghét bạn.

### Sức khỏe
Gần như suốt đời, Cobain phải hứng chịu những cơn đau dữ dội do bệnh viêm phế quản và đau dạ dày.:66 Cơn đau dạ dày đã làm cho Cobain suy nhược cả về thể chất lẫn tinh thần. Anh đã cố gắng tìm hiểu lý do cơn đau trong nhiều năm nhưng không một bác sĩ nào có thể chẩn đoán chính xác nguyên nhân. Anh cũng được chẩn đoán bị vẹo cột sống từ thời cấp hai, và càng ngày bệnh tình càng trở nặng do trọng lượng của chiếc guitar.:17 Ngoài ra, anh luôn bị mặc cảm, tự ti vì có thân hình mảnh mai.:91
Theo tờ The Daily Telegraph, Cobain bị trầm cảm. Beverly Cobain, một người họ hàng của anh, cho biết anh được chẩn đoán bị rối loạn giảm chú ý khi nhỏ và rối loạn lưỡng cực khi lớn. Trong gia đình anh cũng từng có người tự sát, bị bệnh tâm thần và nghiện rượu, trong đó hai người anh trai của ông nội anh từng tự sát bằng súng.
Cobain hút cần sa từ năm 1980 khi mới 13 tuổi và thường xuyên hút trong suốt thời thanh niên.:76 Theo Tracy Marander, Cobain cũng có thời gian dùng một lượng lớn LSD.):75 Còn theo Krist Novoselic, Cobain "thật sự thích hủy hoại bản thân bằng ma túy, axit, bất kỳ chất kích thích nào." Cobain cũng có khuynh hướng nghiện rượu và lạm dụng dung môi.:76
Lần đầu Cobain nếm mùi heroin là khoảng năm 1986. Kẻ đưa thuốc cho anh hoạt động tại Tacoma, Washington. Trước kia, chính hắn đã là người cung cấp Percodan cho anh.:41 Trong vòng vài năm, thỉnh thoảng Cobain mới sử dụng heroin. Nhưng đến cuối năm 1990, anh trở nên nghiện ngập. Anh cho biết mình "quyết tâm tạo một thói quen" để dập tắt cơn đau dạ dày. Anh giãi bày, "Ban đầu, tôi dùng heroin trong ba ngày liên tục, và dạ dày tôi không còn đau nữa. Cảm giác thật nhẹ nhõm.":236 Tuy nhiên, bạn thâm giao của anh là Buzz Osborne không đồng tình, cho rằng chính heroin mới là nguồn cơn của bệnh đau dạ dày: "Cậu ta bịa chuyện [đau dạ dày] để được cảm thông và để có thể lấy đó làm cớ nghiện ngập."
Trong thời gian quảng bá album Nevermind, việc sử dụng heroin bắt đầu gây ra những tác hại của nó. Trong số đó phải kể tới quãng thời gian ban nhạc trình diễn tại Saturday Night Live năm 1992, khi đó họ tiến hành chụp hình với nhiếp ảnh gia Michael Levine. Vì trước đó đã dùng heroin nên Cobain ngủ gật gù trong suốt quá trình chụp. Cobain kể lại với người viết tiểu sử Michael Azerra là Novoselic và Grohl có nhận thấy nhưng không lên tiếng. Anh nói, "Ý tôi là, họ biết làm gì bây giờ? Họ cũng chẳng bắt tôi dừng được. Bởi vậy tôi không quan tâm. Rõ ràng với họ, [dùng heroin] giống như thực hành vu thuật hay gì đó vậy. Họ chẳng biết gì về nó nên cứ nghĩ tôi có thể chết bất kỳ lúc nào.":241 Sáng hôm sau ngày biểu diễn tại Saturday Night Live, Cobain lần đầu tiên bị sốc heroin và suýt mất mạng. Love đã giúp anh hồi tỉnh.
Tình trạng nghiện ngập của Cobain ngày một trầm trọng. Anh đã cố từ bỏ vào năm 1992, không lâu sau khi Love phát hiện ra họ sắp lên chức cha mẹ. Ngay sau khi anh hồi phục, Nirvana lập tức tới Úc biểu diễn. Nhưng trong thời gian lưu diễn, bệnh đau dạ dày của anh tái phát dữ dội, khiến anh nôn mửa liên miên và không ăn được. Những cơn đau đớn vật vã đã khiến tour diễn phải tạm dừng. Không lâu sau khi trở về nhà, anh lại sa vào nghiện ngập. Trước khi trình diễn tại New Music Seminar ở Thành phố New York vào tháng 7 năm 1993, Cobain lại dùng heroin quá liều. Thay vì gọi cứu thương, Love tiêm naloxone cho Cobain để kéo anh khỏi tình trạng mất ý thức. Sau đó anh tiếp tục trình diễn cùng Nirvana, khiến công chúng lầm tưởng mọi chuyện vẫn bình thường.:296–297

## Qua đời
Đầu năm 1994, Nirvana thực hiện một chuyến lưu diễn vòng quanh châu Âu. Sau khi kết thúc buổi diễn ở München, Đức, vào ngày 1 tháng 3 năm 1994, Cobain bị chẩn đoán mắc viêm phế quản và viêm thanh quản trầm trọng. Anh bay tới Roma vài ngày sau đó để điều trị. Ngày 3 tháng 3, Courtney Love cũng bay tới đây cùng chồng. Sáng hôm sau, cô thức dậy và phát hiện Cobain đã trộn sâm panh với Rohypnol và sử dụng quá liều. Ngay lập tức, Cobain được đưa tới bệnh viện. Anh rơi vào tình trạng mê man bất tỉnh. Sau năm ngày ở bệnh viện, Cobain xuất viện và trở lại Seattle. Theo Love, việc xảy ra lần đó là do Cobain cố gắng tự tử.
Vào ngày 18 tháng 3, Love gọi điện cho cảnh sát Seattle để báo rằng Cobain định tự tử. Anh đã khóa phòng lại và ở trong đó với một khẩu súng. Cảnh sát tới và tịch thu vài khẩu súng cùng thuốc từ chỗ Cobain. Anh khăng khăng rằng anh không có ý định tự tử và chỉ khóa cửa phòng lại để trốn Love. Khi bị cảnh sát chất vấn, Love lại nói Cobain không có ý định tự tử và cô cũng không hề thấy anh cầm súng.
Ngày 25 tháng 3, Love tìm cách giải quyết vấn đề nghiện ngập của Cobain bằng cách thảo luận với mười người khác gồm bạn bè trong giới âm nhạc, quản lý hãng thu âm và người bạn thân nhất của Cobain, Dylan Carlson. Ban đầu, họ không thành công. Cobain nổi giận và la lối miệt thị những người tham gia, sau đó nhốt mình trong phòng. Nhưng vào cuối ngày, anh lại đồng ý tham gia một khóa cai nghiện. Anh tới Trung tâm Phục hồi Exodus tại Los Angeles, California vào ngày 30 tháng 3. Nhân viên ở đây không biết anh có tiền sử bị trầm cảm và từng muốn tự sát. Khi bạn bè anh đến thăm, họ không hề nhận thấy anh có tâm trạng tiêu cực hay ý định tự sát. Anh dành cả ngày trò chuyện cùng nhân viên tư vấn về ma túy và những vấn đề riêng tư, vui vẻ chơi đùa cùng con gái Frances. Đây cũng là lần cuối Cobain ở bên con gái mình.
Tối hôm đó, Cobain ra ngoài hút thuốc rồi quyết định trèo qua hàng rào cao sáu foot (khoảng 1,83 m) để trốn khỏi trung tâm.:330 Anh đi taxi tới Sân bay Los Angeles và bay về Seattle. Trên chuyến bay đó, anh ngồi gần Duff McKagan, thành viên ban nhạc Guns N' Roses.:331 Cobain vốn có thù oán cá nhân với Guns N' Roses, đặc biệt là Axl Rose, nhưng lại "có vẻ vui" khi trông thấy McKagan. Về sau, McKagan nói mình đã biết "từ tận bản năng là có gì đó không ổn.":331 Ngày mùng 2 và 3 tháng 4, nhiều người thấy Cobain lang thang quanh Seattle, nhưng bạn bè và gia đình không xác định được cụ thể là ở đâu. Ngày 3 tháng 4, Love thuê thám tử tư, Tom Grant, để tìm kiếm Cobain. Ngày 7 tháng 4, Nirvana rút khỏi Liên hoan Âm nhạc Lollapalooza khiến nhiều người nghi ngờ ban nhạc sẽ tan rã.

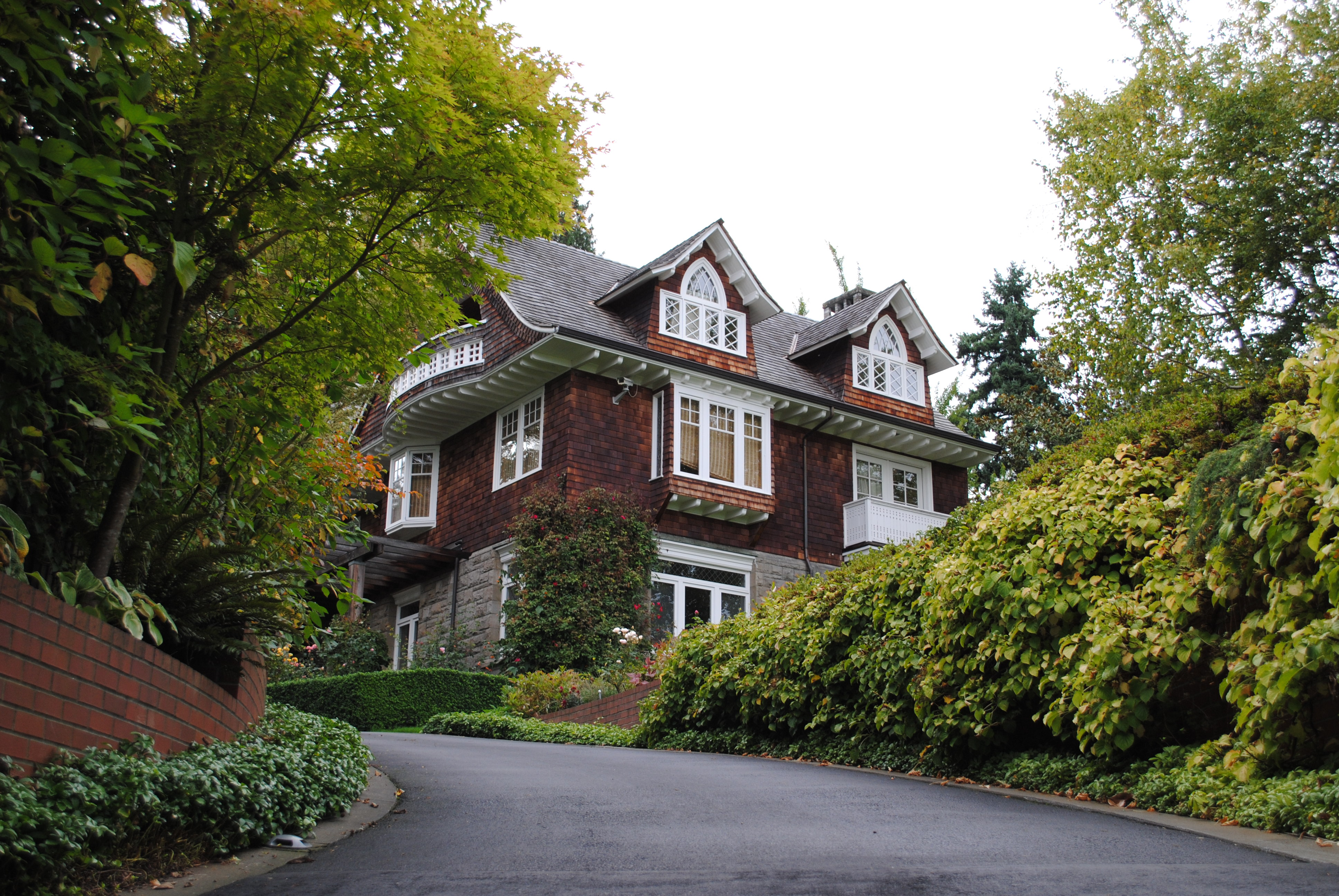
Nhà riêng của Cobain và là nơi anh tự sát

Ngày 8 tháng 4 năm 1994, một người thợ điện tên Gary Smith tới để lắp hệ thống bảo vệ đã phát hiện ra xác của Cobain tại nhà riêng của anh gần Hồ Washington. Người thợ điện khai ban đầu ông tưởng đó là một con ma-nơ-canh, cho đến khi nhìn kỹ hơn và trông thấy máu cùng một khẩu súng shotgun đặt trên ngực Cobain. Người ta tìm thấy một bức thư tuyệt mệnh gửi đến người bạn tưởng tượng thời bé của Cobain là Boddah, trong đó viết: "Tôi đã không còn thấy thích thú khi nghe và sáng tạo âm nhạc, cả khi đọc và viết trong nhiều năm nay rồi."
Heroin với nồng độ cao và một lượng nhỏ Valium cũng được tìm thấy trong máu Cobain. Thi thể anh đã nằm đây được vài ngày. Theo khám nghiệm tử thi, Cobain chết vào khoảng ngày 5 tháng 4 năm 1994, khi anh 27 tuổi. Khẩu súng anh dùng để tự sát là một khẩu shotgun Remington Model 11 cỡ 20 gauge. Bạn thân của anh, Dylan Carlson, đã giúp anh mua khẩu súng này vì anh nói mình cần nó để phòng thân.

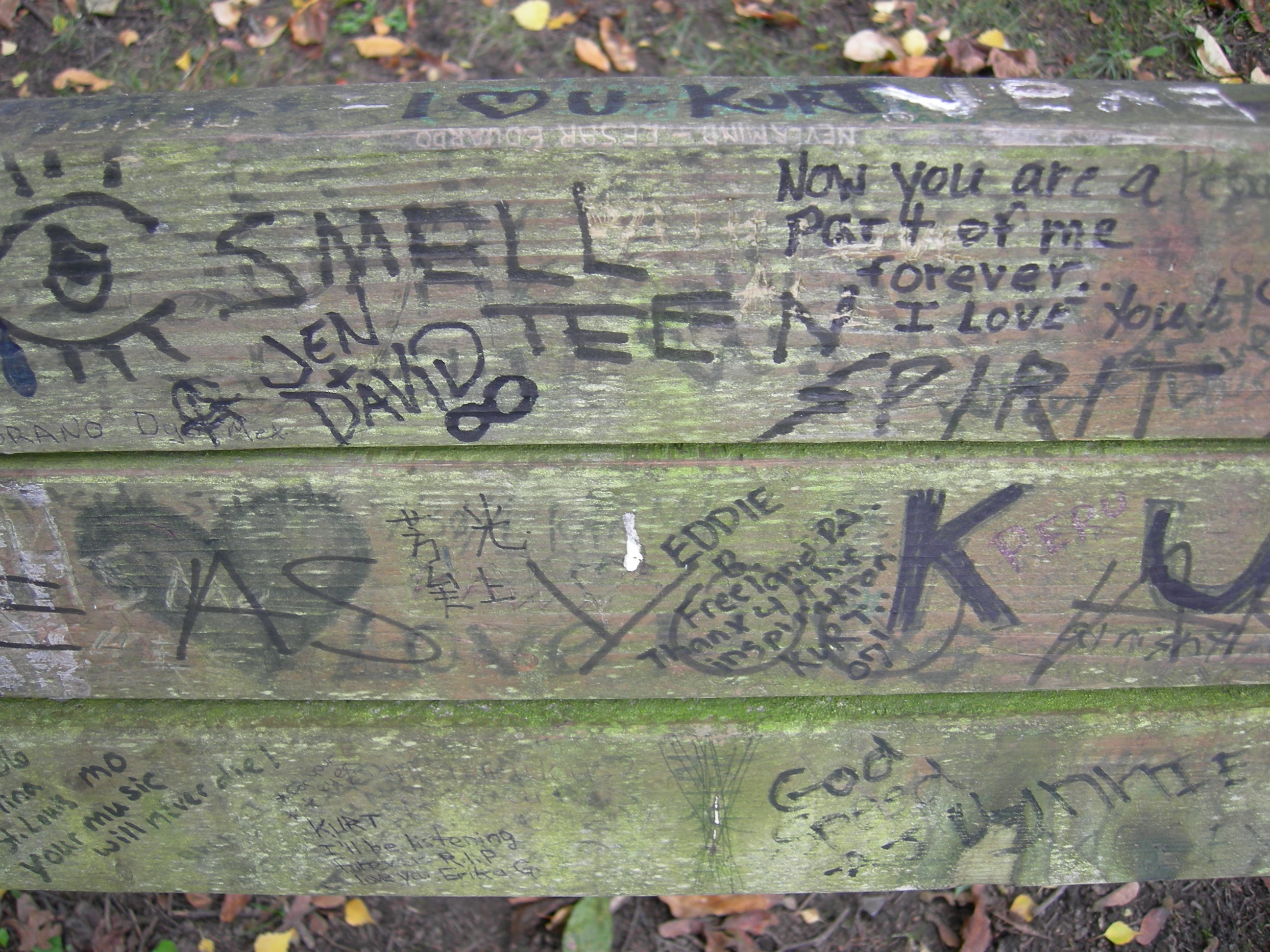
Ghế băng tại Công viên Viretta, trên viết những dòng tưởng niệm Cobain

Ngày 10 tháng 4, bảy nghìn người đã đến cầu nguyện cho Cobain tại một công viên ở Trung tâm Seattle.:346 Bài phát biểu tưởng nhớ Kurt Cobain của Krist Novoselic và Courtney Love được phát tại đây. Love đã đọc một phần di thư của Cobain cho đám đông nghe. Love đã gục ngã, khóc than và nguyền rủa Cobain. Gần cuối buổi cầu nguyện, Love tới công viên và trao một số quần áo của Cobain cho những người vẫn còn ở đó.:350 Dave Grohl chia sẻ tin Cobain qua đời "có lẽ là điều tệ hại nhất từng xảy ra trong đời tôi. Tôi nhớ ngày hôm sau, tôi thức dậy, cõi lòng tan nát vì anh ấy đã ra đi. Tôi cảm thấy kiểu, 'Ừ, vậy là hôm nay mình được thức dậy và đón một ngày mới, còn anh ấy thì không.'" Grohl cũng nói mình biết chắc Cobain sẽ chết trẻ, rằng "đôi khi bạn chẳng thể cứu ai đó khỏi chính bản thân mình," và "bằng cách nào đó, bạn phải chuẩn bị tinh thần chờ nó thành sự thật."
Tro cốt của Kurt Cobain được rải xung quanh một nhà chùa Phật ở Ithaca, New York, một phần rải trên sông Wishkah nơi anh lớn và một phần được Love giữ lại. Ngày 31 tháng 5 năm 1999, mẹ Cobain tổ chức một nghi lễ cuối cùng, có cả Love lẫn Tracy Marander tham dự. Một nhà sư tụng kinh và con gái anh Frances rải một phần tro cốt xuống dòng suối McLane tại Olympia, nơi anh "tìm thấy nàng thơ nghệ thuật đích thực của mình.":351 Vào giữa năm 2008, lọ tro cốt bị đánh cắp tại nhà riêng của Love.
Cái chết của Kurt Cobain luôn là đề tài thu hút dư luận. Những nỗ lực vì nghệ thuật, sự giày vò của cơn nghiện, bệnh tật và trầm cảm, lẫn hoàn cảnh xoay quanh cái chết của anh đã trở thành chủ đề gây tranh cãi trên toàn cầu. Theo phát ngôn viên của Sở Cảnh sát Seattle, mỗi tuần họ nhận được ít nhất một yêu cầu mở lại điều tra, nên một bài báo cáo cơ bản về vụ việc luôn được lưu trên hồ sơ.
Tháng 3 năm 2014, cảnh sát Seattle rửa bốn cuộn phim bị bỏ lại trong kho cất bằng chứng. Lý do vì sao trước đó phim không được rửa không được tiết lộ. Theo cảnh sát Seattle, hiện trường thi thể Cobain trong những bức hình chụp phim 35 mm này rõ nét hơn trong ảnh lấy liền mà cảnh sát chụp trước đây. Thám tử Mike Ciesynski, một người chuyên điều tra các vụ án chưa có lời giải, được chỉ thị nghiên cứu những bức hình vì "đã 20 năm trôi qua và đây là một vụ án nổi tiếng trên truyền thông." Ciesynski tuyên bố cái chết của Cobain vẫn được kết luận là do tự sát, và hình sẽ không được công khai. Vài tuần trước ngày giỗ thứ 20 của Cobain, những bức hình này vẫn được công bố.

## Phong cách nghệ thuật

### Ảnh hưởng
Cobain đam mê dòng nhạc alternative rock, khởi nguồn là từ khi Buzz Osborne của Melvins cho anh mượn băng nhạc của những ban nhạc punk rock như Black Flag, Flipper và Millions of Dead Cops. Cobain cũng học thêm về punk qua những đĩa nhạc và tạp chí Creem cũ mượn của Osborne. Ban đầu, chính Melvins cũng gây nhiều ảnh hưởng đến âm nhạc của Cobain, khi phong cách grunge của họ được Nirvana bắt chước trong album Bleach.
Cobain cũng coi trọng những ban nhạc alternative rock đầu tiên như Sonic Youth và R.E.M. Các thành viên Nirvana kết bạn với cả hai ban nhạc này và xin lời khuyên từ họ. Nirvana đã ký hợp đồng với hãng đĩa DGC năm 1990 theo giới thiệu của Kim Gordon, thành viên Sonic Youth.:162 Theo bộ phim tài liệu 1991: The Year Punk Broke, cả hai ban nhạc đã cùng lưu diễn trong hai tuần tại châu Âu vào mùa hè năm 1991. Năm 1993, Cobain nhận xét về R.E.M.: "Giá tôi viết được vài ca khúc hay như họ thôi. [...] Tôi chẳng biết ban nhạc đó làm thế nào nữa. Trời, bọn họ là tuyệt nhất."
Sau khi gặt hái thành công vang dội, Cobain bắt đầu ủng hộ nhiệt tình những ban nhạc indie ít tiếng tăm. Anh thường nói về những nhóm nhạc mình yêu thích trong các cuộc phỏng vấn. Anh luôn nhấn mạnh, đề cao những ban nhạc đó hơn là âm nhạc của chính mình. Anh thường nhắc đến những nghệ sĩ ít tiếng tăm như The Vaselines (con gái anh, Frances Bean, được đặt tên theo Frances Kelly, thành viên ban nhạc này), Daniel Johnston, Meat Puppets, Young Marble Giants, The Wipers, Flipper, Butthole Surfers, Captain Beefheart, Teenage Fanclub, The Pastels, The Shaggs, Frightwig (anh đã mặc chiếc áo in logo của họ trong suốt đêm diễn MTV Unplugged in New York), Shonen Knife, Half Japanese (khi chết, trên người anh đang mặc áo phông in hình ban nhạc này), Tales of Terror, The Marine Girls, Swans, The Frogs và Billy Childish. Sonic Youth đã giúp Nirvana đạt được những thành công rực rỡ, và Nirvana cũng giúp đỡ những ban nhóm indie khác thành công. Họ đã thêm ca khúc "Oh, the Guilt" vào một split single với ban nhạc The Jesus Lizard, góp phần giúp The Jesus Lizard được nhiều người biết đến hơn.
Khi biểu diễn tại Anh, Cobain tới cửa hàng đĩa Rough Trade ở đường Portobello, Luân Đôn để tìm album The Raincoats của ban nhạc cùng tên. Jude Crighton đã dẫn anh tới gặp Ana da Silva, một thành viên của ban nhạc, tại cửa hàng đồ cổ của dì cô ở cách đó không xa. Cobain đã viết một cách si mê về buổi gặp đó trong Incesticide. Vào cuối năm 1993, Rough Trade và hãng đĩa DGC bắt tay cho ra album của ban nhạc cùng những ghi chép của Cobain và Kim Gordon. Cobain cũng chịu ảnh hưởng của ban nhạc Killing Joke. Thậm chí đoạn riff bài "Come As You Are" trong album Nevermind còn có nhiều nét tương đồng với bài "Eighties" của ban nhạc này. Các tờ báo khác nhau cho rằng Killing Joke hoặc có kiện, hoặc không kiện Nirvana ăn cắp đoạn riff, nhưng xung đột đã kết thúc sau khi Cobain qua đời. Dave Grohl còn biểu diễn trống cho album phát hành năm 2003 của Killing Joke.
Cobain cũng tỏ ra rất thích thú với dòng nhạc new wave, đặc biệt là bản "Turn Around" của ban nhạc rock Devo. Bài hát này cũng xuất hiện trong album Incesticide. Trong Incesticide, họ cũng tăng tốc độ của bài "Polly" để trở thành "(New Wave) Polly". Nhà phê bình Greil Marcus cho rằng "Polly" là hậu duệ bài "Pretty Polly" của Dock Boggs năm 1927. Khẩu vị âm nhạc của Cobain không dừng lại ở những phong cách phương Tây. Anh còn yêu thích một vài ban nhạc rock của Nhật Bản như Shonen Knife.
Trong nhật ký, Cobain liệt album Raw Power của The Stooges vào danh mục những album anh yêu thích nhất. Cobain cũng luôn nói anh bị ảnh hưởng bởi Pixies, và bình luận rằng "Smells Like Teen Spirit" có nét tương đồng với nhạc của Pixies. Trong một bài phỏng vấn với tờ Rolling Stone năm 1994, anh nói "Smells Like Teen Spirit" ra đời khi anh "cố bắt chước Pixies. Tôi phải thừa nhận thế. Lần đầu tiên nghe Pixies, tôi thấy gần gũi sâu sắc với họ đến nỗi đáng ra tôi nên gia nhập ban nhạc đó luôn – không thì cũng là một ban chuyên hát lại nhạc Pixies. Chúng tôi dùng cảm nhận cường độ của họ, chơi êm và nhẹ rồi lại lớn và mạnh." Năm 1992, Cobain nói với tạp chí Melody Maker rằng lần đầu tiên nghe album Surfer Rosa của họ, anh đã bị lôi cuốn hơn cả khi nghe Black Flag, và quyết định theo đuổi phong cách sáng tác giống Iggy Pop và Aerosmith trong Nevermind.
Cobain cũng thấy Neil Young ảnh hưởng tới nhạc của mình. Những sáng tạo của Young khiến Cobain và những tín đồ grunge khác gọi ông là "Bố già của Grunge". Trong di thư của mình, Cobain đã trích lời bài hát của Young "Hey Hey, My My": "It’s better to burn out than to fade away." Young cũng rất xúc động. Ông đã dành tặng anh album năm 1994 Sleeps with Angels.
The Beatles là ban nhạc có ảnh hưởng sớm và dài lâu đến âm nhạc của Cobain. Anh đặc biệt yêu quý John Lennon và gọi ông là "thần tượng". Có lần, Cobain kể lại rằng anh viết "About a Girl" sau khi nghe album Meet the Beatles! suốt ba tiếng đồng hồ.:121 Trong bài phỏng vấn với Jon Savage năm 1993, anh cho biết khi còn nhỏ, "các dì tôi thường đưa tôi đĩa hát của Beatles, nên hầu như [tôi chỉ nghe] nhạc Beatles, và thỉnh thoảng nếu may mắn thì tôi sẽ được mua một đĩa đơn."
Thời niên thiếu, Cobain cũng bị ảnh hưởng mạnh bởi dòng punk rock và hardcore punk, thường xuyên thừa nhận sự hiện diện những ban nhạc như Black Flag, Big Black và Sex Pistols trong phong cách của mình. Anh nói rằng Sandinista! của The Clash là album đầu anh có ấn tượng về dòng punk,:169 nhưng sau này anh hâm mộ Sex Pistols hơn và viết ban nhạc này "quan trọng hơn The Clash gấp triệu lần" trong nhật ký.
Tuy ủng hộ những ban nhóm nhỏ và underground, đồng thời chỉ trích âm nhạc thịnh hành, phong cách ban đầu của Nirvana vẫn chịu tác động bởi những nhóm nhạc hard rock và heavy metal đình đám trong thập niên 1970 như Led Zeppelin, Black Sabbath, Queen và Kiss. Trong những ngày đầu thành lập, Nirvana thường chơi lại những bài hát của các ban nhạc đó, như "Immigrant Song", "Dazed and Confused", "Heartbreaker" của Led Zeppelin,  "Hand of Doom" của Black Sabbath và "Do You Love Me?" của Kiss. Cobain còn viết bài hát "Aero Zeppelin" thuộc album Incesticide để tôn vinh Aerosmith và Led Zeppelin. Khi nhớ lại những ngày lưu diễn với ban nhạc, anh cho biết, "Tôi từng ngủ trong xe van và nghe đi nghe lại [nhạc Queen] đến mức hao sạch bình chiếc van. Thế là chúng tôi sẽ mắc kẹt [...] với cái bình ắc quy chết vì tôi nghe Queen nhiều quá." Cobain cũng thường nhắc tới ảnh hưởng của những ban nhạc như The Knack, Boston và The Bay City Rollers.
Cobain cũng thường mời các nghệ sĩ anh yêu thích cùng trình diễn. Năm 1991, tại Reading Festival, Eugene Kelly của Vaselines đã lên sân khấu để cùng anh song ca bài "Molly’s Lips". Cobain đã tuyên bố đây chính là một trong những khoảnh khắc thăng hoa nhất của đời mình.:188 Vào năm 1993, khi anh quyết định muốn có một cây guitar nữa trợ giúp mình trên sân khấu, anh đã mời Pat Smear của Germs, một trong những ban nhạc punk đầu tiên và có ảnh hưởng lớn đến từ Los Angeles. Khi buổi dượt ba bài hát của Meat Puppets trong chương trình MTV Unplugged năm 1993 không được như mong muốn, Cobain đã gọi cho hai thành viên chủ chốt của nhóm, Curt và Cris Kirkwood để mời họ diễn chung. Cobain còn góp giọng cho ban nhạc drone metal tên Earth của bạn anh, Dylan Carlson, trong bài "Divine and Bright". Ca khúc này năm 1995 đã xuất hiện trên album Sunn Amps and Smashed Guitars của Earth.
Danh mục bài hát trong MTV Unplugged của Nirvana cũng bao gồm "The Man Who Sold The World" của nhạc sĩ rock người Anh David Bowie và khúc dân ca "Where Did You Sleep Last Night", do nhạc sĩ dân ca người Mỹ Lead Belly chuyển soạn. Khi giới thiệu ca khúc này, Cobain đã gọi Lead Belly là "nghệ sĩ biểu diễn yêu thích" của anh. Trong một bài phỏng vấn năm 1993, anh tiết lộ mình biết đến Lead Belly nhờ tác giả William S. Burroughs. Anh chia sẻ:
Tôi nhớ [Burroughs] nói trong một bài phỏng vấn, "Mấy thằng nhóc rock 'n' roll mới nổi nên quẳng guitar đi và nghe thứ gì đó thật sự có hồn, như Leadbelly chẳng hạn." Tôi chưa nghe danh Leadbelly bao giờ nên đi mua vài đĩa nhạc, và giờ ông ấy là nhạc sĩ tôi yêu thích nhất từ trước đến nay. Tôi cực kỳ mê ông ấy, hơn bất kỳ thứ rock 'n' roll nào tôi từng nghe.

Unplugged được phát hành thành album năm 1994 sau khi Cobain mất, và phần nào gợi ý hướng đi của ban nhạc trong tương lai. Nó được đem so sánh với album năm 1992 của R.E.M., Automatic for the People. Năm 1993, Cobain còn dự đoán album tiếp theo của Nirvana sẽ "rất siêu trần, acoustic, giống album mới nhất của R.E.M."
Trước khi tự sát một thời gian ngắn, Cobain đã có ý định cộng tác viết nhạc và ghi âm với thủ lĩnh R.E.M, Michael Stipe. Stipe nói Cobain đã hủy bỏ kế hoạch này vào phút chót, khi tài xế, vé máy bay, studio, các thiết bị thu âm đang sẵn sàng đợi anh. Stipe tin tưởng rằng:
Tôi biết bản thu âm tiếp theo của Nirvana sẽ như thế nào. Nó sẽ rất êm dịu, kiểu acoustic với nhiều nhạc cụ dây. Nó sẽ trở thành một bản thu âm gây chấn động, và tôi thấy có chút giận vì cậu ta lại tự sát. Cậu ta và tôi đã chuẩn bị thu âm thử cho cuốn album, một bản demo ấy. Mọi thứ đều sẵn sàng. [...] Và vào phút chót cậu ta gọi tôi và bảo, "Em không đến được."

Về sau, Stipe được chọn là cha đỡ đầu của Frances Bean Cobain.

### Nội dung ca khúc

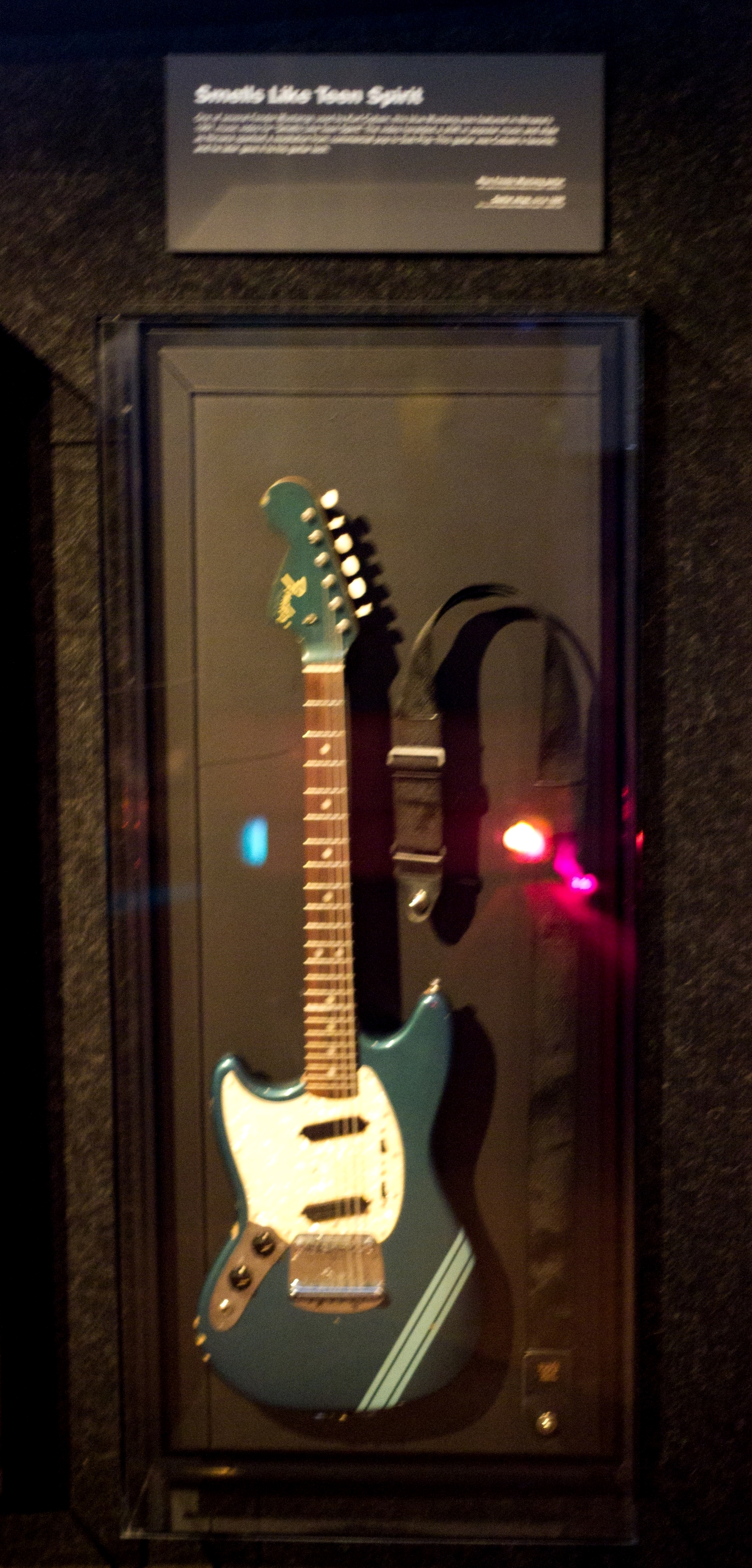
Chiếc Lake Placid Blue Fender Mustang mà Kurt Cobain chơi khi ghi hình cho ca khúc "Smells Like Teen Spirit", trưng bày tại Bảo tàng Văn hóa Đại chúng Seattle

Dave Grohl nói rằng, với Cobain thì "âm nhạc tới trước, ca từ theo sau." Do đó hầu như anh chỉ tập trung vào giai điệu của bài hát và cảm thấy rất khó chịu khi cánh báo chí và người hâm mộ cứ cố gắng giải mã, moi móc ý nghĩa trong những ca từ của anh. Anh viết: "Sao đám nhà báo cứ phải nghĩ ra những bình phẩm kiểu Freud hạng hai cho lời nhạc của tôi, trong khi hết 90% là bọn họ chép lời sai bét rồi?":182 Tuy quả quyết ca từ của mình mang tính chủ quan và không quan trọng, Cobain vẫn suy nghĩ nhiều và chần chừ khi viết lời nhạc, thường thay đổi nội dung và thứ tự lời khi trình diễn.:177 Anh miêu tả lời các bài hát của mình là "một đống mâu thuẫn.":46
Ban đầu, Cobain muốn chia album Nevermind thành hai phần: một phần là "Boy", những ca khúc viết về tuổi thơ của mình, phần còn lại là "Girl", gồm những ca khúc viết về mối quan hệ đặc biệt giữa anh và Tobi Vail.:177 Charles R. Cross viết: "Trong suốt bốn tháng sau khi chia tay, Kurt đã viết nửa tá những ca khúc đáng nhớ nhất của mình, toàn bộ đều về Tobi Vail.":163 Kể cả "Lithium" là ca khúc được viết trước khi Cobain biết Vail, nhưng ca từ của bài hát cũng đã bị thay đổi vì cô.:168–169 Cobain nói trong buổi phỏng vấn với tạp chí Musician rằng anh đã thêm vào ca khúc "vài trải nghiệm của đời tôi, như chia tay bạn gái, những mối quan hệ tồi tệ, cảm nhận sự trống rỗng của cái chết mà nhân vật trong bài hát cảm nhận – rất cô độc, khó chịu."
Về ca khúc "Polly" trong album Nevermind, Cobain đã viết sau khi đọc một bài báo năm 1987 về một cô bé 14 tuổi bị bắt cóc sau khi tham dự một buổi punk rock, bị cưỡng hiếp và tra tấn. Cuối cùng cô trốn thoát được nhờ tán tỉnh và lợi dụng sơ suất của gã bắt cóc, Gerald Friend.:136 Sau khi nghe "Polly", Bob Dylan đã đánh giá đây là ca khúc bất hủ của Nirvana. Ông cũng nhận xét về Cobain là "đứa trẻ có trái tim.":137

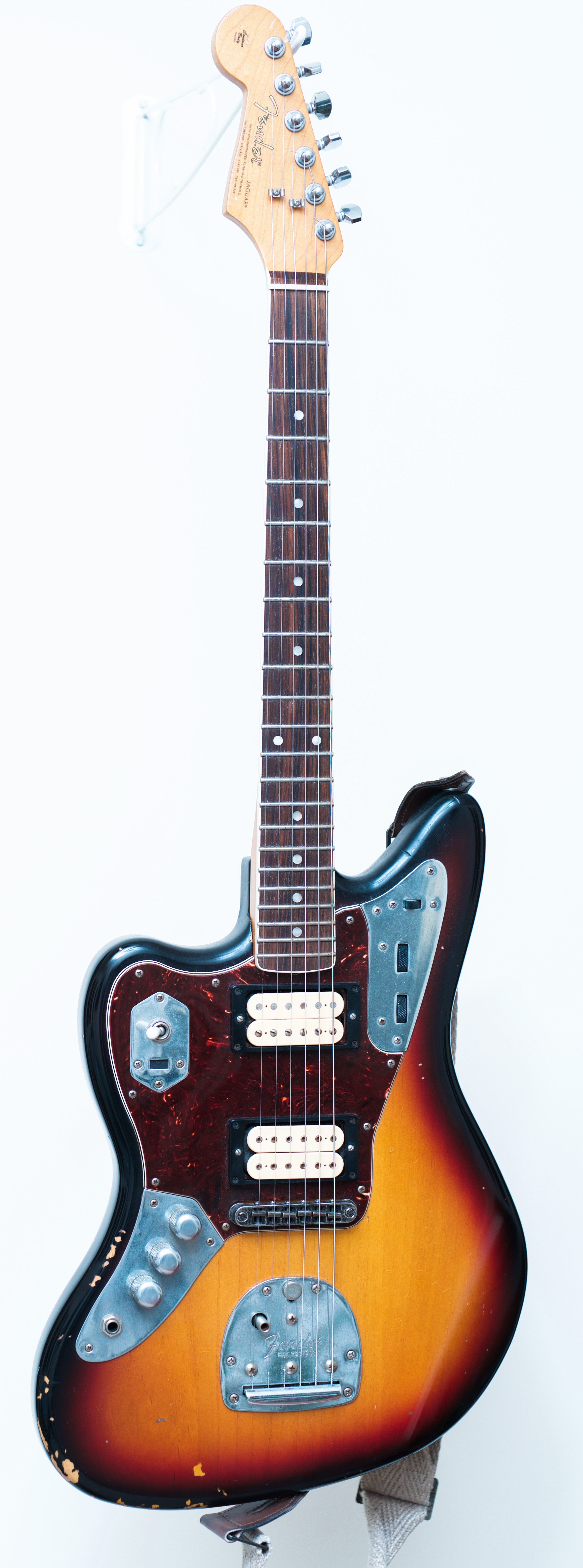
Mẫu đàn Fender Jaguar II của Cobain

Còn trong album In Utero, Cobain nói về tuổi thơ, về cuộc chia tay của cha mẹ anh, về danh tiếng mới, về hình tượng của anh trước công chúng, cách anh nhìn nhận bản thân và Courtney Love trong bài "Serve the Servants", và về mối tình say đắm anh dành cho Love, được truyền đạt qua chủ đề mang thai và cấu tạo cơ thể phái nữ trong bài "Heart-Shaped Box".
Cobain chia sẻ mình thấy mệt mỏi khi nhiều người cứ cố gán ghép ý nghĩa cho lời nhạc của anh, nên anh quyết định thẳng thừng viết về chủ đề phản đối nạn cưỡng hiếp trong bài "Rape Me". Ngoài ra, anh cũng viết về chủ đề nghiện và phá thai trong bài "Pennyroyal Tea". Đặc biệt, anh dành một ca khúc riêng cho ngôi sao cùng quê Frances Farmer là "Frances Farmer Will Have Her Revenge on Seattle".
Cuốn tiểu thuyết Mùi hương: Chuyện một kẻ giết người của tác giả Patrick Süskind cũng truyền cảm hứng cho Cobain viết ca khúc "Scentless Apprentice" trong album In Utero.:324 Cuốn truyện kể về một người có khả năng ngửi tất cả mùi và vị ở trên đời, nhưng bản thân lại không có mùi. Bằng đam mê đến vĩ cuồng để gắng tạo ra một loại nước hoa độc nhất vô nhị có khả năng mê muội người ngửi, nhân vật chính đã giết các cô gái đồng trinh và lấy mùi hương của họ để tạo nên loại nước hoa đó.

### Hợp tác thu âm
Năm 1989, Nirvana và ban nhạc alternative rock Screaming Trees cùng thực hiện một dự án âm nhạc phụ tên The Jury, trong đó Cobain hát và chơi guitar, Mark Lanegan hát, Krist Novoselic chơi bass và Mark Pickerel chơi trống. Sau hai ngày thu âm, ngày 20 tháng 8 năm 1989, The Jury hoàn thành bốn ca khúc do Lead Belly trình diễn: "Where Did You Sleep Last Night", "Grey Goose" không lời, "Ain't It a Shame" và "They Hung Him on a Cross", trong đó bài cuối cùng Cobain biểu diễn độc tấu. Cobain lấy cảm hứng thu âm những ca khúc này sau khi nghe băng Lead Belly's Last Sessions của bạn anh Slim Moon. Anh cho biết mình "cảm nhận sự kết nối với những khao khát và mong mỏi gần như hữu hình của Leadbelly.":146
Cobain xem nhà văn người Mỹ William S. Burroughs là người hùng của mình. Khi lưu diễn tại châu Âu, anh đã đem theo cuốn tiểu thuyết Naked Lunch của Burroughs, mua tại một quầy sách Luân Đôn.:189–190 Năm 1992, Cobain liên hệ Burroughs với mong muốn hợp tác. Burroughs hồi âm bằng một bản ghi âm truyện ngắn "The Junky's Christmas" (được ông thu trong studio riêng tại Lawrence, Kansas). Hai tháng sau, tại một studio ở Seattle, Cobain chơi guitar đệm cho bản ghi âm dựa trên ca khúc "Silent Night" (Đêm Thánh vô cùng) và "To Anacreon in Heaven" (Gửi Anacreon trên thiên đàng). Sau đó, vào tháng 10 năm 1993, cả hai gặp mặt tại nhà riêng của Burroughs ở Lawrence và cho ra đời tác phẩm "The "Priest" They Called Him", bản thơ nói của "The Junky's Christmas". Burroughs từng chia sẻ mình không ngạc nhiên trước tin Cobain mất: "Chẳng phải do động lực ý chí mà Kurt tự vẫn. Theo như tôi thấy, cậu ấy vốn đã chết rồi."

### Sáng tác nghệ thuật khác
Cobain cũng dành cả đời mình cho những đam mê nghệ thuật khác, nhiều như đam mê sáng tác âm nhạc của anh. Những tác phẩm nghệ thuật của anh có cùng chủ đề với âm nhạc, thường được bộc lộ qua khiếu hài hước tăm tối, rùng rợn, ví dụ như niềm say mê sinh lý học, những căn bệnh hiếm gặp của anh và chủ đề giải phẫu người. Novoselic chia sẻ:
Kurt nói mình không thích những thứ mang ý nghĩa rành rành. Cậu ấy thích những thứ khó hiểu. Cậu ấy sẽ cắt ảnh chụp thịt từ tờ rơi của cửa hàng tạp hóa, rồi dán hình hoa lan lên chốc. [...] Và mọi thứ trong [In Utero] về cơ thể người [...] về giải phẫu học. Cậu ấy rất thích chúng. Bạn cứ nhìn tác phẩm nghệ thuật của cậu ấy – có một đám người này, và họ đều dị hợm, như bị đột biến vậy. Cả búp bê nữa – đám búp bê ghê rợn.

Vì thường không đủ tiền mua nguyên liệu nên Cobain ứng biến với nhiều loại vật liệu. Anh sơn vẽ lên bàn chơi cờ và bọc album bằng nhiều loại chất khác nhau, kể cả chất dịch cơ thể. Những bức vẽ, collage và tác phẩm điêu khắc đầy ngẫu hứng, điên loạn của anh xuất hiện trong các album của Nirvana, như bìa album Incesticide và In Utero. Anh cũng thích sưu tập và làm búp bê, thường tự nung búp bê bằng đất sét trong lò.:64

## Di sản và tôn vinh

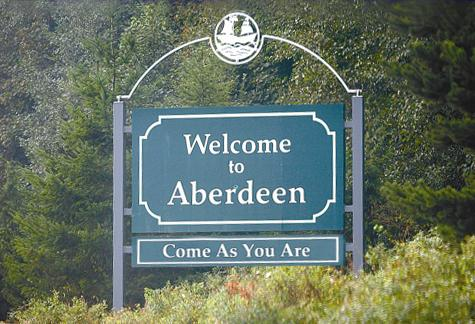
Tấm biển viết "Welcome to Aberdeen – Come As You Are" tưởng nhớ Cobain tại Aberdeen, Washington

Cobain được tôn vinh là một biểu tượng trong lịch sử nhạc alternative. Nhờ phong cách sáng tác đậm bất mãn, ưu phiền và hình tượng chống đối truyền thống, anh được mệnh danh là người phát ngôn của Thế hệ X. Những ca khúc của anh cũng giúp làm phong phú thêm chủ đề của nhạc rock thịnh hành trong thập niên 1980, phản ánh cả quan điểm cá nhân lẫn vấn đề xã hội. Ngày 10 tháng 4 năm 2014, Nirvana được ghi danh vào Đại sảnh Danh vọng Rock and Roll. Grohl, Novoselic và Love là người nhận giải, còn Cobain cũng được tưởng nhớ tại buổi vinh danh. Anh cũng là thành viên nổi tiếng của 27 Club, một nhóm các nghệ sĩ qua đời năm 27 tuổi.
Những người hâm mộ đã làm lễ tưởng niệm Cobain tại Công viên Viretta. Họ ghi những dòng chữ kỷ niệm lên ghế băng tại công viên để nhớ tới anh. Năm 2005, một bảng biển được đặt tại Aberdeen, Washington ghi "Welcome to Aberdeen – Come as You Are" để tưởng nhớ tới Cobain. Tấm bảng do một tổ chức phi lợi nhuận mang tên Kurt Cobain Memorial làm vào tháng 5 năm 2004. Tổ chức này cũng đã lập Công viên Tưởng niệm Kurt Cobain vào năm 2011 và lên kế hoạch xây một trung tâm thanh thiếu niên nhân danh Cobain tại Aberdeen.

Tượng điêu khắc hình guitar và bia tưởng niệm Cobain tại Công viên Tưởng niệm Kurt Cobain

Vì Cobain không có phần mộ mà được hỏa thiêu, và tro cốt của anh đã được rải xuống dòng sông Wishkah tại Washington, nên nhiều người hâm mộ Nirvana đã tìm tới Công viên Viretta, gần ngôi nhà bên Hồ Washington của Cobain để tưởng nhớ tới anh. Trong ngày giỗ của anh, người hâm mộ đã tụ tập ở công viên đó để tôn vinh cuộc đời và nhớ lại những kỷ niệm về anh. Tranh luận nổ ra vào tháng 7 năm 2009 khi một bia tưởng niệm Cobain cạnh sông Wishkah có khắc câu trích dẫn: "... Drugs are bad for you. They will fuck you up." (Chất gây nghiện không tốt cho bạn. Nó sẽ hủy hoại bạn.) Cuối cùng, chính quyền thành phố quyết định mài tấm bia đi và sửa lại từ nói bậy thành "f---", nhưng người hâm mộ đã điền lại ngay. Tháng 12 năm 2013, thành phố Hoquiam nơi Cobain từng sống thông báo ngày 10 tháng 4 sẽ là Ngày Nirvana hàng năm. Tháng 1 năm 2014, sinh nhật Cobain là ngày 20 tháng 2 cũng được tuyên bố là Ngày Kurt Cobain tại Aberdeen.
Năm 2003, David Fricke của tạp chí Rolling Stone xếp Cobain ở vị trí 12 trong danh sách các nghệ sĩ guitar vĩ đại nhất mọi thời đại. Về sau anh được tạp chí này xếp hạng nghệ sĩ guitar vĩ đại nhất thứ 73, ca sĩ vĩ đại nhất thứ 45, và được MTV xếp hạng 7 trong danh sách "22 Giọng ca Vĩ đại nhất của Nền Âm nhạc". Năm 2006, anh được tờ Hit Parader xếp hạng 20 trong danh sách "100 Ca sĩ Metal Vĩ đại nhất mọi Thời đại".
Tháng 6 năm 2020, chiếc guitar 1959 Martin D-18E mà Cobain dùng biểu diễn tại MTV Unplugged được bán đấu giá với giá 6.010.000 đô la Mỹ. Đây là chiếc guitar và cũng là món kỷ vật âm nhạc được bán với giá cao nhất từ trước đến nay.

## Trong văn hóa

### Sách
Trước khi Cobain qua đời, tác giả Michael Azerrad đã cho xuất bản Come as You Are: The Story of Nirvana. Cuốn sách ghi chép tỉ mỉ về Nirvana từ khi thành lập và tiểu sử của từng thành viên tham gia ban nhạc. Cuốn sách cũng phơi bày tình trạng nghiện ngập của Cobain cũng như những tranh cãi xung quanh ban nhạc. Sau khi Cobain qua đời, Azerrad đã tái bản cuốn sách và bổ sung thêm một chương cuối viết về những năm tháng cuối đời của Cobain. Cuốn sách này đáng chú ý vì có sự tham gia của các thành viên trong ban nhạc. Họ đã phỏng vấn riêng với Azerrad để phục vụ cho sự ra đời của cuốn sách. Vào năm 2006, cuốn băng ghi âm cuộc nói chuyện giữa Azerrad với Cobain đã được chuyển thể thành phim tư liệu về Cobain, mang tên Kurt Cobain: About a Son. Nhạc trong cuốn phim không phải nhạc của Nirvana mà là những sáng tác đã truyền cảm hứng cho Cobain.
Nhà báo Ian Halperin và Max Wallace cũng tiến hành điều tra về cái chết của Cobain và cho ra đời cuốn sách Who Killed Kurt Cobain? vào năm 1999. Họ bày tỏ rằng, tuy chưa thể chứng minh đó là một vụ ám sát, thì vẫn có dư bằng chứng để đòi hỏi vụ án này tiếp tục được điều tra.:202 Một điểm đáng chú ý trong cuốn sách là các cuộc nói chuyện của họ với Tom Grant, người đã ghi âm gần như mọi cuộc nói chuyện khi ông làm thuê cho Love. Trong những năm tiếp theo, Halperin và Wallace phối hợp cùng Grant để viết cuốn sách thứ hai mang tên Love and Death: The Murder of Kurt Cobain, xuất bản năm 2004.
Năm 2001, nhà văn Charles R. Cross đã xuất bản một cuốn tiểu sử về Cobain mang tựa đề Heavier Than Heaven. Để viết cuốn sách đó, Cross đã thực hiện hơn 400 cuộc phỏng vấn và được Courtney Love cho phép đọc lời bài hát, sổ tay và cả nhật ký của Cobain. Tiểu sử của Cross vấp phải nhiều chỉ trích khi ông bị tố cáo xem những thông tin gián tiếp và không chính xác là sự thật. Bạn Cobain, Everett True, từng lên án những thông tin sai lệch của tiểu sử này, chế nhạo nó là "thần thoại Cobain":253 hay "phiên bản lịch sử đã được Courtney phê chuẩn.":514 Tuy nhiên, cuốn sách vẫn chứa đựng nhiều chi tiết ít được biết đến về Cobain và sự nghiệp của Nirvana. Năm 2008, Cross phát hành Cobain Unseen: Mosaic of an Artist, một tài liệu sưu tập kèm chú giải các hình ảnh, sáng tác và ghi chép của Cobain xuyên suốt cuộc đời cùng sự nghiệp của anh.
Năm 2002, một phần những ghi chép của Cobain đã được xuất bản thành sách, có nhan đề Journals. Cuốn sách dày 280 trang, bìa đen trần, các trang được sắp xếp theo thứ tự thời gian (mặc dù Cobain thường không ghi ngày tháng vào những trang viết). Cuốn sách được in màu, kèm thêm một phần giải thích và chép lại một số trang khó đọc ở cuối sách. Những ghi chép được viết từ cuối thập niên 1980 và kéo dài đến khi Cobain mất. Ấn bản bìa mềm của cuốn sách phát hành năm 2003, có thêm một số bản viết tay không được in trong ấn bản cũ. Trong nhật ký, Cobain viết về những thăng trầm của cuộc sống nay đây mai đó, liệt kê những dòng nhạc anh yêu thích, và thường xuyên vạch vội những dòng ý tưởng bất chợt để làm lời bài hát trong tương lai. Sau khi cuốn sách được phát hành, giới phê bình và người hâm mộ đã có nhiều ý kiến mâu thuẫn. Nhiều người cho rằng cuốn sách giúp họ hiểu hơn về Cobain, về đấu tranh nội tâm qua những dòng viết tay của anh, trong khi số còn lại lên án rằng cuốn sách vi phạm quyền riêng tư của người đã khuất.
Năm 2003, nhà xuất bản Omnibus Press đã cho xuất xưởng cuốn sách Godspeed: The Kurt Cobain Graphic của Jim McCarthy và Barnaby Legg, do Flameboy vẽ minh họa. Nó miêu tả cuộc đời của Cobain, nhưng không phải theo kiểu một cuốn tiểu sử, mà bằng những hình ảnh nghệ thuật từ góc nhìn của Cobain.
Năm 2009, nhà xuất bản ECW Press phát hành cuốn sách mang tựa đề Grunge is Dead: The Oral History of Seattle Rock Music của tác giả Greg Prato. Cuốn sách nghiên cứu tỉ mỉ lịch sử grunge, trong đó đề cập đến Nirvana lẫn cuộc đời và cái chết của Cobain qua những bài phỏng vấn cùng các cựu thành viên của ban nhạc, bạn bè anh và những người cùng sống trong kỷ nguyên nhạc grunge. Bìa của cuốn sách là bức hình chụp Cobain từ thời làm album Bleach, còn tựa đề là dòng chữ trên chiếc áo mà Cobain từng mặc.

### Điện ảnh và truyền hình
Ngoài sách, cuộc đời của Kurt Cobain còn được tái hiện trên phim.
Trong bộ phim tài liệu Kurt & Courtney ra mắt năm 1998, nhà làm phim Nick Broomfield nghiên cứu tuyên bố Cobain thật ra bị giết của Tom Grant. Ông mang đoàn làm phim tới gặp một vài người có quan hệ với Cobain và Love, gồm cha Love, dì Cobain và một người giữ trẻ từng làm cho hai người. Broomfield cũng đã gặp thủ lĩnh của ban nhạc The Mentors, Eldon "El Duce" Hoke, người tự nhận Love đã chi trả cho hắn ta 50.000 đô la Mỹ để giết Cobain. Dù khẳng định mình biết ai đã giết Cobain, Hoke lại không đưa ra được cái tên hay bằng chứng nào để chứng minh điều đó. Đây tình cờ cũng là cuộc phỏng vấn cuối cùng của Hoke, bởi vài ngày sau đó, hắn bị xe lửa nghiền nát trong tình trạng say xỉn. Cuối cùng, Broomfield cảm thấy ông không có đủ bằng chứng để kết luận rằng đây là một vụ ám sát. Trong một cuộc phỏng vấn năm 1998, Broomfield nói:
Tôi nghĩ cậu ấy đã tự tử. Tôi không cho rằng có [bằng chứng nào chứng minh được Cobain bị ám sát]. Và tôi nghĩ ta chỉ có một cách giải thích nhiều điều xoay quanh cái chết của cậu ấy: Không phải cậu ấy bị ám sát, mà chỉ là cậu ấy thiếu sự quan tâm chăm sóc. Tôi cho rằng Courtney đã quên cậu ấy, coi cậu ấy như đồ bỏ.

Bộ phim tài liệu của Broomfield bị The New York Times đánh giá là dông dài, nhiều ức đoán và suy diễn, chỉ dựa trên những chứng cớ lỏng lẻo.
Năm 2005, bộ phim Last Days của đạo diễn Gus Van Sant được công chiếu. Bộ phim hư cấu về những giờ phút cuối đời của Cobain, do Michael Pitt thủ vai nhân vật chính Blake – được sáng tạo dựa trên Cobain – và bộc lộ nỗi cô độc của những người sống trong danh vọng, những bi kịch, chán chường của một tâm hồn bị dồn nén. Phim đã tham gia Liên hoan phim Cannes 2005 và đạt giải thưởng Vulcan cho kỹ thuật làm phim.
Tháng 1 năm 2007, Courtney Love hợp tác cùng hãng Universal Pictures để làm một bộ phim dựa trên cuốn tiểu sử Heavier Than Heaven.
Bộ phim Kurt Cobain: Montage of Heck của Brett Morgen được công chiếu tại Liên hoan phim Sundance vào tháng 1 năm 2015, sau đó ra mắt trên màn ảnh nhỏ và rạp chiếu phim.
Bộ phim chính kịch tài liệu Soaked in Bleach của Benjamin Statler được ra mắt năm 2015. Phim miêu tả chi tiết những sự kiện dẫn đến cái chết của Kurt Cobain qua góc nhìn của Tom Grant, đồng thời xem xét giả thuyết đây không phải một vụ tự sát. Trong phim, Tyler Bryan thủ vai Cobain, Daniel Roebuck vai Grant, Sarah Scott vai Courtney Love và August Emerson vai Dylan Carlson. Đội ngũ pháp lý của Love đã gửi thư đến các rạp chiếu phim, yêu cầu ngừng dứt khoát (cease and desist) việc chiếu bộ phim này.

### Kịch nghệ
Tháng 9 năm 2009, vở kịch Kurt and Sid của nhà soạn kịch Roy Smiles được ra mắt tại Trafalgar Studios, thuộc West End của Luân Đôn. Vở kịch lấy bối cảnh tại ngôi nhà kính của Cobain vào ngày anh mất, kể về hồn ma Sid Vicious đến gặp Cobain và cố gắng thuyết phục anh đừng tự sát.

### Trò chơi video
Cobain là một trong các nhân vật điều khiển được của trò chơi video Guitar Hero 5. Cả Novoselic lẫn Grohl đều bất mãn, không tán thành việc người chơi có thể sử dụng nhân vật Cobain để chơi bất kỳ bài hát nào, kể cả không phải của Nirvana.

## Danh sách đĩa nhạc

### Album phát hành sau khi mất
| Tựa đề                               | Chi tiết                                                                                         | Vị trí xếp hạng | Vị trí xếp hạng        | Vị trí xếp hạng        | Vị trí xếp hạng | Vị trí xếp hạng | Vị trí xếp hạng | Vị trí xếp hạng | Vị trí xếp hạng | Vị trí xếp hạng |
| Tựa đề                               | Chi tiết                                                                                         | Mỹ              | Bỉ (Ultratop Flanders) | Bỉ (Ultratop Wallonia) | Tây Ban Nha     | Pháp            | Ý               | Hà Lan          | Thuỵ Sĩ         | L.H. Anh        |
| ------------------------------------ | ------------------------------------------------------------------------------------------------ | --------------- | ---------------------- | ---------------------- | --------------- | --------------- | --------------- | --------------- | --------------- | --------------- |
| Montage of Heck: The Home Recordings | - Phát hành: 13 tháng 11 năm 2015 - Hãng đĩa: Universal Music - Định dạng: CD, LP, cassette (CS) | 121             | 42                     | 78                     | 94              | 65              | 47              | 51              | 47              | 51              |

### Đĩa đơn phát hành sau khi mất
| Ca khúc                  | Năm  | Vị trí xếp hạng cao nhất | Album                                |
| Ca khúc                  | Năm  | Mỹ                       | Album                                |
| ------------------------ | ---- | ------------------------ | ------------------------------------ |
| "And I Love Her"/"Sappy" | 2015 | 2                        | Montage of Heck: The Home Recordings |

### Video phát hành sau khi mất
- Kurt Cobain: Montage of Heck (DVD và Blu-ray) (2015)

### Hợp tác
| Phát hành                            | Nghệ sĩ                             | Năm  | Chú giải |
| ------------------------------------ | ----------------------------------- | ---- | --- |
| "Where Did You Sleep Last Night"     | The Jury                            | 1989 | Năm 1989, Nirvana và ban nhạc Screaming Trees cùng thực hiện một dự án âm nhạc phụ tên The Jury, chuyên chơi lại nhạc Lead Belly. "Where Did You Sleep Last Night" về sau xuất hiện trong album The Winding Sheet của Mark Lanegan năm 1990. "Grey Goose", "Ain't It a Shame" và "They Hung Him on a Cross" về sau xuất hiện trên mặt B của box set With the Lights Out năm 2004. |
| "Grey Goose"                         | The Jury                            | 1989 | Năm 1989, Nirvana và ban nhạc Screaming Trees cùng thực hiện một dự án âm nhạc phụ tên The Jury, chuyên chơi lại nhạc Lead Belly. "Where Did You Sleep Last Night" về sau xuất hiện trong album The Winding Sheet của Mark Lanegan năm 1990. "Grey Goose", "Ain't It a Shame" và "They Hung Him on a Cross" về sau xuất hiện trên mặt B của box set With the Lights Out năm 2004. |
| "Ain't It a Shame"                   | The Jury                            | 1989 | Năm 1989, Nirvana và ban nhạc Screaming Trees cùng thực hiện một dự án âm nhạc phụ tên The Jury, chuyên chơi lại nhạc Lead Belly. "Where Did You Sleep Last Night" về sau xuất hiện trong album The Winding Sheet của Mark Lanegan năm 1990. "Grey Goose", "Ain't It a Shame" và "They Hung Him on a Cross" về sau xuất hiện trên mặt B của box set With the Lights Out năm 2004. |
| "They Hung Him on a Cross"           | The Jury                            | 1989 | Năm 1989, Nirvana và ban nhạc Screaming Trees cùng thực hiện một dự án âm nhạc phụ tên The Jury, chuyên chơi lại nhạc Lead Belly. "Where Did You Sleep Last Night" về sau xuất hiện trong album The Winding Sheet của Mark Lanegan năm 1990. "Grey Goose", "Ain't It a Shame" và "They Hung Him on a Cross" về sau xuất hiện trên mặt B của box set With the Lights Out năm 2004. |
| "Scratch It Out" / "Bikini Twilight" | The Go Team                         | 1989 | |
| The Winding Sheet                    | Mark Lanegan                        | 1990 | Hát đệm cho "Down in the Dark" và chơi guitar cho "Where Did You Sleep Last Night". |
| Demo của Earth                       | Earth                               | 1990 | Hát chính cho "Divine Bright Extraction" và hát đệm cho "A Bureaucratic Desire For Revenge". Hát chính cho "Private Affair" (của The Saints), nhưng không được phát hành. |
| The "Priest" They Called Him         | William S. Burroughs và Kurt Cobain | 1993 | Đệm guitar. |
| Houdini                              | Melvins                             | 1993 | Chơi guitar cho "Sky Pup" và chơi trống cho "Spread Eagle Beagle". |